# D820 (Tarn-et-Garonne)
De D820 is een departementale weg in het Zuid-Franse departement Tarn-et-Garonne. De weg bestaat uit twee delen. Het eerste deel loopt van de grens met Lot via Caussade naar Montauban. Het tweede deel loopt vanaf het knooppunt met de autosnelwegen A20 en A62 via Pompignan naar de grens met Haute-Garonne. Beide delen worden met elkaar verbonden door de A20. In Lot loopt de weg als D920 verder naar Cahors en Parijs. In Haute-Garonne loopt de weg verder als D820 naar Toulouse.

## Geschiedenis
Oorspronkelijk was de D820 onderdeel van de N20. Het deel tussen Grisolles en Haute-Garonne was daarnaast ook onderdeel van de N113. In 2006 werd de weg overgedragen aan het departement Tarn-et-Garonne, omdat de weg geen belang meer had voor het doorgaande verkeer vanwege de parallelle autosnelwegen A20 en A62. De weg is toen omgenummerd tot D820.